# Санат Нафт
Футбольний клуб Санат Нафт Абадан або просто «Санат Нафт» (перс. باشگاه فوتبال صنعت نفت آبادان) — професіональний іранський футбольний клуб з міста Абадан. Зараз команда виступає в Іранській Гульф Про Лізі після того, як в сезоні 2015/16 років команда стала переможницею Ліги Азадеган. Головними спонсорами клубу є представники національної нафтової промисловості. ФК «Санат Нафт» входить до Спортивного Клубу Санат Нафт, який крім футболу розвиває й інші види спорту. Санат Нафт має також резервну команду, Санат Нафт Новін, яка виступає в іранській Лізі 2.
Незважаючи на відсутність вагомих досягнень за останні роки, команду продовжують й надалі підтримувати мешканці Абадану.

## Історія

### Заснування та ранні роки
До створення Ліги Тахті Джамшид в 1972 році, мешканці Абадану переважно підтримували два клуби, ФК «Карган» та ФК «Джам». Карган було створено робітниками нафтопереробного заводу в Абадані. Десять років по тому Парвіз Хехдарі разом з іншими однокласниками зі Школи Разі заснували ФК «Джам». Саме ця команда до 1972 року мала найбільшу кількість вболівальників. Коли ж було створено Лігу Тахті Джамшид місто Абадан отримало одного представника в лізі. Клуб повинен був керуватися представниками нафтової промисловості Ірану. Уболівальники обох клубів практично відразу почали підтримувати представника свого міста в вищому дивізіоні іранського чемпіонату. Значна кількість найкращих гравців Каргару та Джаму перейшли до складу «Санат Нафту». Спочатку для форми клуб використовував білий, блакитний та чорний. Оскільки місто Абадан та провінція Хузестан мала багато технічних гравців, тому в 1970-х роках після приходу в клуб Парвіза Дердарі команда переймає стиль гри тогочасної збірної Бразилії. Для того, щоб підкреслити своє захоплення грою збірної Бразилії керівництво клубу вирішило змінити колір форми, відтепер, як і в бразильської збірної, форма клубу мала жовтий, синій та білий. Після цього за командою закріпилося їх прізвисько, Іранські бразильці.

### Після революції
Футбол в Абадані ставав все більш популярним, а число футбольних уболівальників зросталу буквально щодня, але цей процес зупинила Ісламська революція в 1978 році. Футбол в цей час фактично припинив розвиватися, а з початком Ірано-іракскої війни в 1980 році, взагалі відійшов на другий план й почав занепадати. Під час цієї війни Абадан та Хузистан постраждали найбільше. Абаданський нафтопереробний завод був закритий, а сотні тисяч мешканців міста змушені були його залишити. З 1980 по 1988 роки команда базувалася в Ширазі. Після переїзду до Ширазу команда розпочала свої виступи в третьому дивізіоні національного чемпіонату, але за допомогою тих гравців, які залишилися в команді, була вже не взмозі повернутися до вищого дивізіону. Після того як клуб покинув рідне місто, а значна частина його вболівальників роз'їхалася по всій країні, тим не менше, «Санат Нафт» всюди, де б він не виступав, відчував підтримку вболівальників.
Після завершення війни команда все ж повернулася до рідного міста, але через те, що місто було зруйноване та дуже невдале управління самим клубом, він в цей період так і не мав будь-яких вагомих досягнень.

### Іранська Про Ліга
До початку сезону 2000/01 років «Санат Нафт» не виступав у Лізі Азадеган, але того сезону клуб не лише повернувся до Ліги Азадеган, але й здобув можлвість наступного сезону старувати у вищому дивізіоні. Проте за підсумками 2002 року команда посіла 14-те місце та повернулася до Ліги Азадеган.
18 червня 2006 року керівництво клубу запросило на посаду головного тренера команди португальського фахівця Асасіу Альфреду Казіміру, проте вже незабаром його на цій посаді замінив Ібрагім Гасенпур. Після того як цього ж сезону команда знову вилетіла до нижчого дивізіону, вона отримала нового головного тренера Ахмада Тусі. Тусі змінив Гасенпура, але вже після 20-го туру був звільнений. Під керівництвом Гасенпура клуб посідав останнє місце, набравши лише 16 очок, в цих матчах він 4 рази здобув перемогу, 4 рази зіграв у нічию та зазнав 12 поразок. Під керівництвом Тусі в наступних 14 матчах команда набрала 19 очок, при цьому вона здобула 5 перемог та 4 нічиї, а також зазнала 5-ох поразок.

#### 2005: скандал з підвищенням
«Санат Нафт» став переможцем плей-оф за право виходу до вищого дивізіону в сезоні 2004/05 років. До початку останного матчу плей-оф за право просування, «Санат Нафт» посів друге місце, поступився переможцю Ліги, «Рах Ахану», лише через гіршу різницю забитих та пропущених м'ячів. В останньому турі чемпіонату «Санат Нафту» над «Паям Мешхедом», «Рах Ахан» переміг «Тарбіад Язд» з рахунком 6:1, завдяки чому за кращою різницею забитих та пропущених м'ячів посунув «Санат Нафт» на друге місце.
Керівництво «Санат Нафту» оголосило, що підозрює «Нахід Ганді» в тому, що вони зумисно дозволили «Рах Ахану» забити необхідну для них кількість м'ячів. Проте «Санат Нафт» так і не зміг довести свої підозри. Дещо пізніше «Санат Нафт» звинуватив «Рах Ахан» у використанні в цьому матчі незареєстрованого гравця; ця справа пройшла через декілька судових інстанцій і, зрештою, «Рах Ахан» був визнаний винним.
Два сезони по тому «Санат Нафт» здобув напряму путівку до Іранської Гульф Про Ліги, і в сезоні 2007/08 років знову виступав у вищому дивізіоні іранського чемпіонату. Проте за підсумками цього ж сезону команда знову покинула Іранську Гульф Про Лігу.

### Повернення до Іранської Гульф Про Ліги
Провівши два роки в Лізі Азадеган клуб знову вийшов до Іранської Гульф Про Ліги в 2010 році. В своєму першому після повернення сезоні у вищому дивізіоні чемпіонату команда фінішувала на 9-му місці. Наступного року команда знову виступила гідно, посіла 10-те місце. Напередодні старту сезону 2012/13 років керівництво та вболівальники клубу покладали великі надії на успішний виступ команди. Проте для них цей сезон став найбільшим розчаруванням, команда посіла останнє 16-те місце в Про Лізі та вилетіла до Ліги Азадеган.
Після декількох років у нижчому дивізіоні, в останньому турі Ліги Азадеган сезону 2015/16 років «Санат Нафт» вирвав перемогу з рахунком 2:1 у бронзового призера першості, «Фаджр Сепасі», та знову повернувся до вищого дивізіону.

## Склад команди
| №  | Поз. | Нац.           | Гравець                  |
| -- | ---- | -------------- | ------------------------ |
| 1  | ВР   | Іран           | Хассан Хурі (капітан)    |
| 2  | ЗХ   | Нігерія        | Рашид Алабі              |
| 3  | ЗХ   | Іран           | Фаршад Фараджи           |
| 4  | ЗХ   | Іран           | Моджтаба Мамашлі         |
| 5  | ЗХ   | Іран           | Алі Абдоллахзаде U-23    |
| 6  | ПЗ   | Південна Корея | Кім Гві Х'юн             |
| 7  | ПЗ   | Іран           | Мохаммадреза Пурмохаммад |
| 8  | НП   | Іран           | Хакім Нассарі            |
| 9  | НП   | Іран           | Реза Нурузі              |
| 10 | ПЗ   | Іран           | Амін Зелейкані           |
| 11 | ПЗ   | Іран           | Мілад Джахані            |
| 12 | ПЗ   | Іран           | Махмуд Дарізаде U-23     |
| 13 | ПЗ   | Іран           | Мостафа Ахмаді           |

| №  | Поз. | Нац.     | Гравець                 |
| -- | ---- | -------- | ----------------------- |
| 15 | ЗХ   | Іран     | Хоссейн Баглані         |
| 17 | НП   | Мальта   | Альфред Еффіонг         |
| 19 | ЗХ   | Іран     | Хоссейн Сакі            |
| 20 | ПЗ   | Іран     | Зобейр Нікнафс U-23     |
| 21 | ПЗ   | Іран     | Мілад Мусаві U-23       |
| 22 | ВР   | Іран     | Агіл Ітемаді            |
| 23 | ПЗ   | Іран     | Мослем Модждемі U-21    |
| 30 | ПЗ   | Іран     | Мілад Шабанлу U-23      |
| 33 | ВР   | Іран     | Мохаммад Деріс U-21     |
|    | ЗХ   | Іран     | Арам Аббасі U-23        |
|    | ПЗ   | Іран     | Бенам Бонядзаде U-23    |
|    | ПЗ   | Бразилія | Бруну Олівейра ді Матуш |
|    | НП   | Колумбія | Данні Сантоя            |

## Тренерський штаб
| Посада                   | Національність         |
| ------------------------ | ---------------------- |
| Головний тренер          | Надер Дастеншан        |
| Тренер першої команди    | Мердад Кадеміфард      |
| Асистент тренера         | Хакім Одепур           |
| Тренер воротарів         | Казім Фархані          |
| Тренер з фіз. підготовки | Рікарду Жорже Олівейра |
| Тренер з фіз. підготовки | Вілліам Маркозі        |
| Доктор                   | Реза Рахмані           |
| Фізіотерапевт            | Фарід Шиясі            |
| Масажист                 | Карапет Ісраелян       |
| Менеджер з продаж        | Карім Рікані           |
| Технічний менеджер       | Голамреза Амінфар      |

## Відомі гравці
- Насер Альбокат
- Рухолла Араб
- Мохаммад Азізі
- Алі Бадаві
- Хоссейн Баглані
- Шарам Баратпурі
- Бехнам Барзай
- Мохаммад Барзегар
- Абдулреза Барзегарі
- Мердад Башагарді
- Ходджат Шахармахалі
- Мехді Дагагелен
- Хабіб Дегані
- Мохаммад Мехді Еляеї
- Алі Фірузі
- Ібрагім Гасемпур
- Мохаммад Голамін
- Ґасем Хаддадіфар
- Ісмаїл Халалі
- Саїд Халлафі
- Мосен Хаміді
- Мехді Хашемінасаб
- Хассан Хурі
- Мілад Джахані
- Абдулхасссан Каземі
- Реза Калегіфар
- Моджахед Казіраві
- Нурі Кодаярі
- Сіамак Кунавард
- Хоссейн Кушкі
- Мохамад Ламанеджад
- Аббас Мердасі
- Сабер Міргорбані
- Расул Мірторогі
- Алі Момбайні
- Садджат Мошкельпур
- Расул Навідкія
- Хассан Назарі
- Зіаеддін Нікнафс
- Вахід Палош
- Мілад Ракшан
- Мостафа Сабрі
- Хамед Сарлак
- Сіамак Сарлад
- Бенам Серадж
- Давуд Сеєд-Аббасі
- Омід Шаріфінасаб
- Масуд Шоджаї
- Амджад Шоку Магам
- Ібрагім Тахамі
- Амін Хоссейн Юсефі
- Рахім Мехді Зохайві
- Руфет Гулієв
- Фарух Ісмаїлов
- Ільхам Ядуллаєв
- Бруну Олівейра ді Матуш
- Леонарду Андре Пімента Фарія
- Ренату Медейруш
- Емануел Віланеж Фернандеш ді Соужа
- Сандру Араужу да Сильва
- Габріель Донізете ді Сантана
- Валерій Алексанян
- Левон Пачаджян
- Моханнад Мехді аль-Надаві
- Фунеке Сі
- Ісса Траоре
- Рашид Алабі
- Імад Затара
- Угу Машаду
- Марсело Алехандро де Соуза

## Відомі тренери
| Ім'я                | Нац.         | З             | До            |
| ------------------- | ------------ | ------------- | ------------- |
| Гаррі Гоум          | Англія       | лютий 1972    | грудень 1974  |
| Голам Хоссейн Вагіф | Іран         | січень 1975   | грудень 1976  |
| Манушер Салія       | Іран         | лютий 1977    | червень 1991  |
| Джасім Алеюрф       | Іран         | червень 1991  | червень 1992  |
| Алі Фірузі          | Іран         | червень 1992  | червень 1994  |
| Абдулвахід Базмі    | Іран         | червень 1994  | червень 1995  |
| Алі Фірузі          | Іран         | червень 1995  | червень 1999  |
| Геворг Папіян       | Вірменія     | червень 1999  | грудень 1999  |
| Ферейдун Моїні      | Іран         | грудень 1999  | червень 2000  |
| Ібрахім Гамеспур    | Іран         | Червень 2000  | Червень 2002  |
| Мансур Пурхейдарі   | Іран         | червень 2002  | листопад 2002 |
| Ібрахім Гамеспур    | Іран         | листопад 2002 | червень 2003  |
| Абдулреза Барзегарі | Іран         | червень 2003  | жовтень 2003  |
| Хассан Дашті        | Іран         | жовтень 2003  | червень 2004  |
| Байрам Дурдиєв      | Туркменістан | липень 2004   | січень 2005   |

| Ім'я                    | Нац.       | З             | До            |
| ----------------------- | ---------- | ------------- | ------------- |
| Парвіз Мазлумі          | Іран       | січень 2005   | червень 2006  |
| Асасіу Казіміру         | Португалія | червень 2006  | червень 2007  |
| Ібрахім Гасемпур        | Іран       | червень 2007  | лютий 2008    |
| Ахмад Тусі              | Іран       | лютий 2008    | червень 2008  |
| Моджтаба Тагаві         | Іран       | липень 2008   | лютий 2009    |
| Біджан Зольфагарнасаб   | Іран       | лютий 2009    | лютий 2010    |
| Асасіу Казіміру         | Португалія | лютий 2010    | лютий 2011    |
| Голам Хоссейн Пейровані | Іран       | лютий 2011    | листопад 2011 |
| Жозе Альберту Кошта     | Португалія | листопад 2011 | вересень 2012 |
| Асасіу Казіміру         | Португалія | вересень 2012 | травень 2013  |
| Саїт Саламат            | Іран       | травень 2013  | червень 2013  |
| Ібрахім Гасемпур        | Іран       | червень 2013  | березень 2014 |
| Беман Серадж            | Іран       | березень 2014 | серпень 2014  |
| Карлуш Мануел           | Португалія | серпень 2014  | грудень 2015  |